# 아큘러
아큘러(Okular)는 KDE SC 4(KDE Software Compilation 4)용 문서 뷰어이다.  KPDF를 기반으로하며 KDE 4의 KPDF, KGhostView , KFax, KFaxview 및 KDVI를 대체했다.이 기능은 다른 응용 프로그램에 쉽게 포함될 수 있다.

## 역사
아큘러(Okular)는 2005년 "Google Summer of Code"에서 시작했다. 피오트르 스이맨스키(Piotr Szymański)는 당시 학생이었다.
아큘러(Okular)는 2007 Season of Usability의 성공 사례이다. 당시  버전의 아큘러(Okular) 툴바 인터페이스는 다른 인기있는 문서 뷰어 및 사용 설문 조사를 기반으로 작성되었다.

## 특징
아큘러(Okular)의 주석 기능에는 PDF 문서에 주석 달기, 선 강조 표시 및 그리기, 기하학적 모양, 텍스트 상자 추가 및 스탬프가 포함된다. 주석은 수정되지 않은 PDF 파일과 별도로 저장되거나 (버전 0.15와 Poppler 0.20 ) 문서에 표준 PDF 주석으로 저장 될 수 있다.
텍스트를 텍스트 파일로 추출 할 수 있다. 문서의 일부를 선택하고 텍스트 또는 이미지를 클립 보드에 복사 할 수 있다. 다른 기능으로는 Jovie를 사용하여 텍스트를 크게 읽는 것 , 흰색 페이지 테두리 잘라 내기 및 책갈피 설정 등이 있다.

## 같이 보기
- 수마트라 PDF